# أوزفالدو كابرال
أوزفالدو كابرال (بالإسبانية: Osvaldo Cabral)‏ هو لاعب كرة قدم أرجنتيني، ولد في 4 يونيو 1985 في كلوريندا، فورموزا في الأرجنتين. لعب مع ريونيغرو أغيلاس.

## وصلات خارجية
- أوزفالدو كابرال على موقع قاعدة بيانات كرة القدم.إي يو (الإنجليزية)
- أوزفالدو كابرال على موقع Soccerway.com (الإنجليزية)
- أوزفالدو كابرال على موقع AS.com (الإسبانية)